# 我灵镇静歌
《我灵镇静歌》是一首基督教赞美诗。该诗的词为德国路德会妇女神学院女牧师Katharina Von Schlegel所作，并编入其1842年出版的诗歌集中。这首诗作成后约100年，Jane Borthwick将之译成英文。该诗歌的曲为芬兰作曲家西贝流士作于1861年，亦为《芬兰颂》的曲调。